# 棒果马蓝
棒果马蓝（学名：Strobilanthes claviculatus）是爵床科紫云菜属的植物，为中国的特有植物。分布于中国大陆的云南、四川、广东等地，生长于海拔1,300米至3,300米的地区，目前尚未由人工引种栽培。